# Хилл, Дэвид Октавиус
Дэ́вид Окта́виус Хилл (англ. David Octavius Hill); 1802—1870) — шотландский художник и фотограф XIX века. Один из пионеров фотографии. Работал в сотрудничестве с Робертом Адамсоном (англ. Robert Adamson), 1821—1848), с которым Хилл в период с 1843 по 1848 года сделал более 3000 калотипий, в основном портретов.
Родился в 1802 году в шотландском городе Перте в семье торговца и издателя книг, известного тем, что помогал в восстановлении академии Перта. Той самой академии, где впоследствии учился Дэвид Хилл со своими братьями. После окончания обучения в академии Дэвид переехал жить в Эдинбург, где его старший брат Александр уже работал в книжном издательстве Blackwood’s. В Эдинбурге Хилл поступил в Школу дизайна, там он изучал основы литографии и в свободное время рисовал пейзажи окрестностей города. Позднее его зарисовки выставлялись в Шотландском институте развития изобразительного искусства. Первая выставка работ Дэвида Хилла, отпечатанные литографическим способом пейзажные зарисовки, (Sketches of Scenery in Pertshire) состоялась в 1821 году, когда ему было всего 19 лет.
В 1829 году Дэвид Октавиус, с помощью своего друга Генри Кокберна, вместе с рядом других художников основал Шотландскую королевскую академию. Через год после основания академии Хилл стал исполнять обязанности секретаря. На этом посту он проработал около 40 лет.
До того, как в 1839 году академия не начала платить ему жалование за выполнение секретарских обязанностей, основным источником денег Дэвида было иллюстрирование книг. В 1832 году четыре эскиза Хилла появились в посвящённом железным дорогам Глазго и Гарнкирка (Garnkirk) проспекте. Так же иллюстрации Хилла можно встретить в изданиях Вальтера Скотта и Роберта Бёрнса тех лет. Секретарская работа приносила начинающему фотохудожнику неплохие деньги, и в 1840 году Дэвид Октавиус Хилл в первый раз женился. Его избранницей стала Анна Макдоналд, родившая ему дочь. Но, и получая жалование от академии, Дэвид продолжал иллюстрировать книги и рисовать пейзажи на заказ.
В 1843 году произошёл раскол церкви Шотландии, сторонники полной автономии церкви от светских властей, отделившись, образовали Свободную церковь Шотландии, и Дэвид Хилл получил заказ зарисовать процесс того самого заседания, на котором было принято решение о расколе. По совету своих друзей — лорда Кокберна и физика Дэвида Брюстера вместо простой зарисовки Дэвид решил создать фотокартину заседания методом калотипии. Выполняя заказ, Дэвид Октавиус проделал колоссальную работу, сфотографировав каждого из почти что 500 участников заседания. Понимая большой объём работы, он пригласил к участию химика Роберта Адамсона, тоже занимающегося фотоделом. Итогом совместной работы Хилла и Адамсона стала фотокартина размером 1,53 x 3,45 метра. В общей сложности на её создание у Хилла ушло 23 года.

Параллельно с работой над картиной заседания Дэвид и Адамсон занимались и другими, менее масштабными работами. Их сотрудничество оказалось крайне удачным — Хилл был специалистом по освещению и композиции, а Адамсон умело обращался с камерой. С 1843 по 1848 год ими было сделано порядка трёх тысяч калографических фотографий, в первую очередь — фотопортретов. На снимках Хилла-Адамсона остались запечатлены многие именитые персоны того времени, например, шотландский писатель и геолог Хью Миллер. Съёмка проводилась и в студии и на открытом воздухе, в частности, целый ряд снимков сделан на францисканском кладбище. Работы друзей отличались разнообразием, кроме портретов создавались жанровые сценки, иллюстрирующие жизнь простых людей, например, рыбаков и торговцев рыбой в Ньюхейвене, пейзажи окрестностей Эдинбурга, фотографии городской архитектуры.
Совместная работа Хилла с Адамсоном могла бы продолжаться и дальше, но 14 января 1848 года в возрасте 26 лет Роберт Адамсон скончался. После смерти соратника интерес Хилла к фотографии быстро сошёл на нет и спустя несколько месяцев он забросил фотостудию и вернулся к живописи, используя фотографию только изредка как вспомогательное средство для работы над своими картинами. В 1862 году Дэвид женится на скульпторе Амелии Патон. После женитьбы Хилл пытался вернуться к прежнему занятию, но снимки этого периода получались намного хуже ранних работ. В 1869 году Дэвид Хилл по болезни оставил должность секретаря Шотландской королевской академии и, спустя год, в мае 1870 года, он умер.
Работы Хилла долгое время хранились в Эдинбурге и нигде не упоминались. В 1899 году в Гамбурге была организована международная выставка художественной фотографии. На выставке владельцы собраний гравюр на меди приобрели отпечатки с подлинных негативов Хилла, находившихся в Шотландии.
Могила великого фотографа находится на Епископском кладбище в Эдинбурге. Бюст для могилы был сделан второй женой Дэвида Октавиуса Хилла — Амелией Патон.

## Галерея изображений

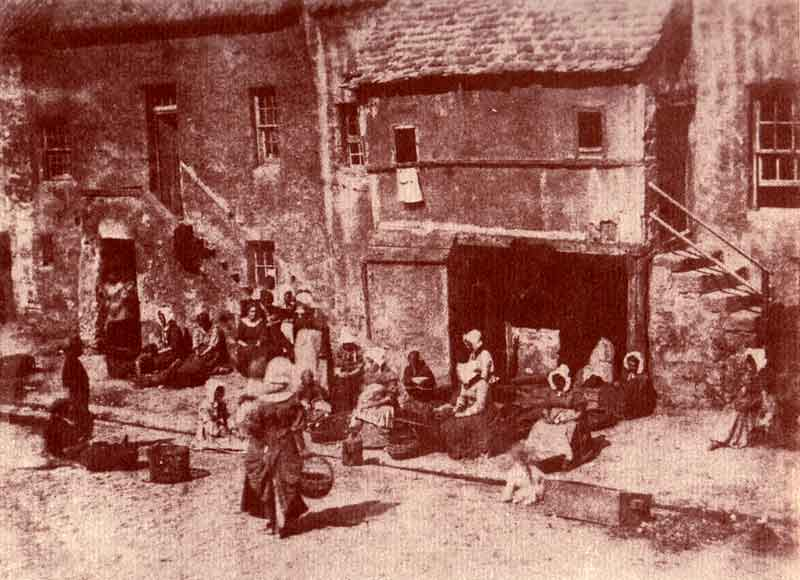
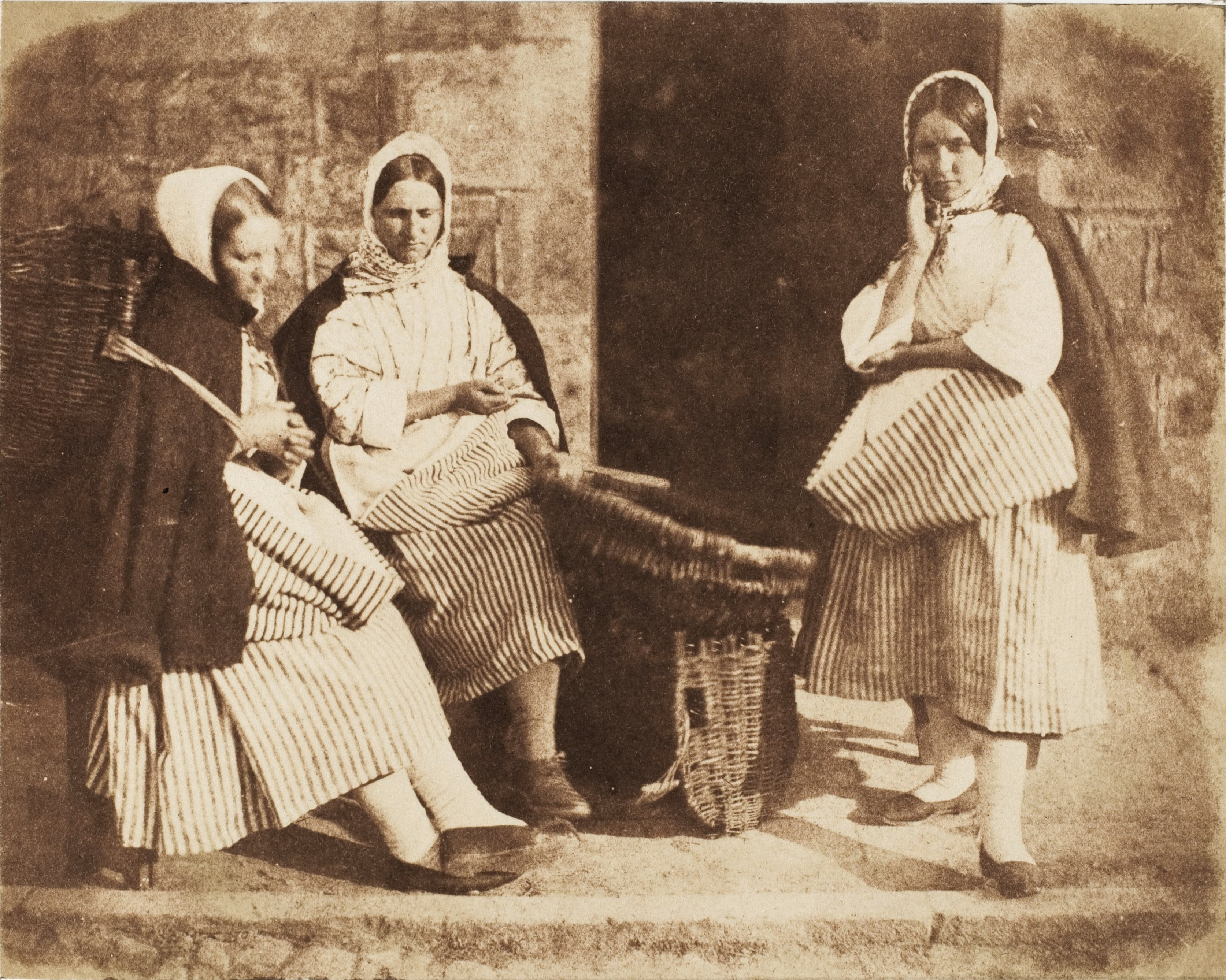
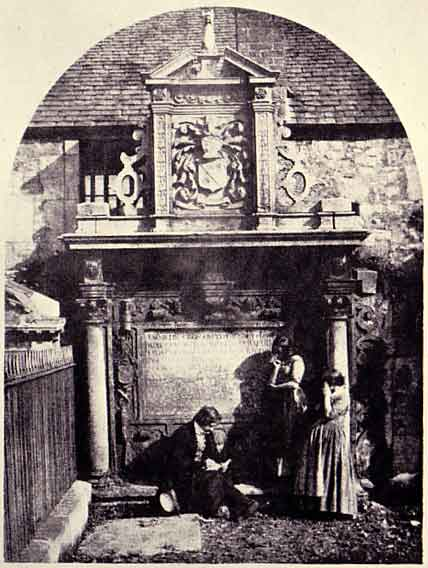
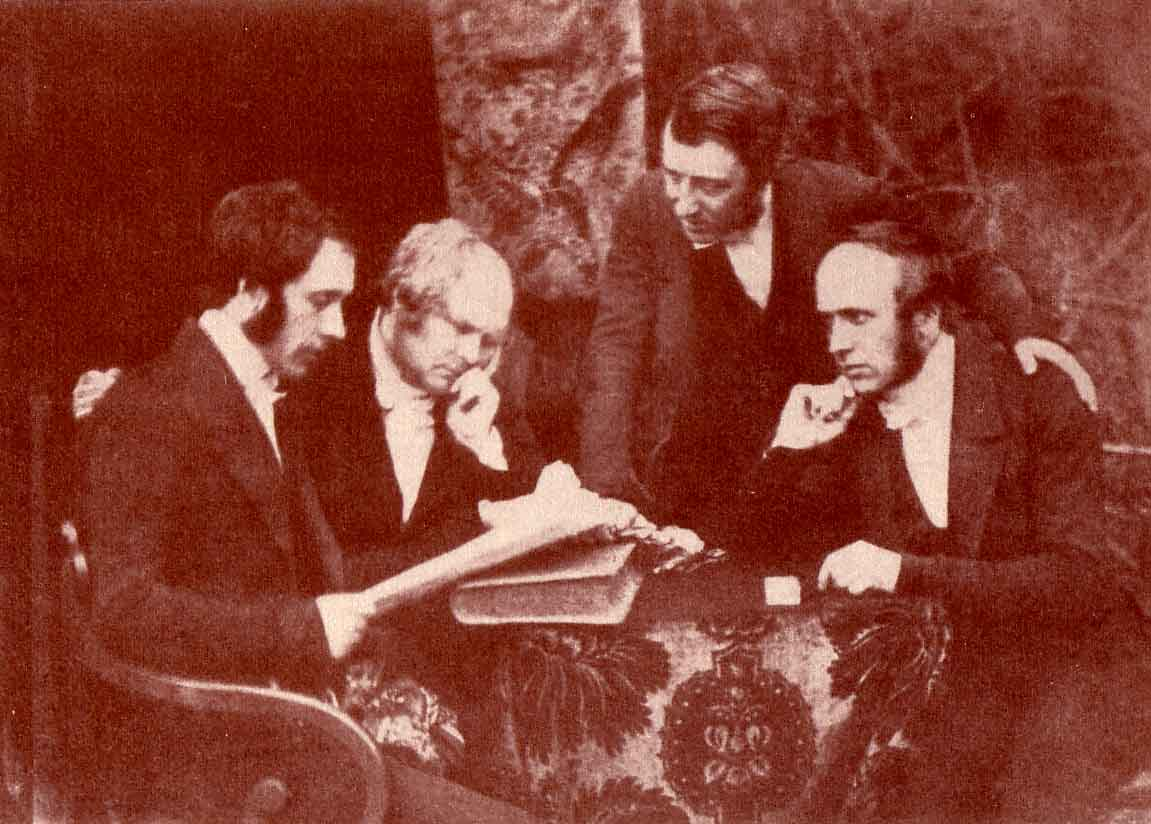
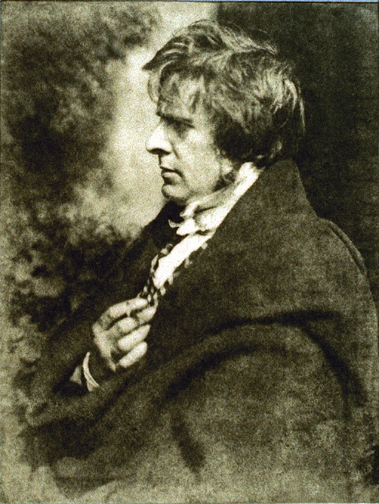
Фотопортрет Дэвида Хилла